# Okręg Argelès-Gazost
Okręg Argelès-Gazost (wym. [aɾʒəle-gazɔ]; fr. Arrondissement d'Argelès-Gazost) – okręg w południowo-zachodniej Francji. Populacja wynosi 38 600.

## Podział administracyjny
W skład okręgu wchodzą następujące kantony:
- Argelès-Gazost,
- Aucun,
- Lourdes-Est,
- Lourdes-Ouest,
- Luz-Saint-Sauveur,
- Saint-Pé-de-Bigorre.